# Qianpotamon
Qianpotamon is een geslacht van kreeftachtigen uit de klasse van de Malacostraca (hogere kreeftachtigen).

## Soort
- Qianpotamon wulingense Dai, 1995